# Conrad Cohn
Conrad Cohn (* 25. November 1901 in Breslau; † 15. August 1942 im KZ Mauthausen) war ein deutscher Jurist und jüdischer Verbandsfunktionär, der Opfer des Holocaust wurde.

## Leben
Cohn, Sohn eines Sanitätsrates, beendete seine Schullaufbahn am Breslauer Johannes-Gymnasium und absolvierte danach ein Studium der Rechtswissenschaft an den Universitäten Freiburg im Breisgau und Breslau. Er promovierte 1924 in Breslau mit der Dissertation Die rechtliche Natur der Girozahlung zum Dr. jur.
Danach war Cohn bis 1933 als Rechtsanwalt am Oberlandesgericht Breslau tätig. Nach der Machtübernahme durch die Nationalsozialisten wurde ihm 1933 ein Berufsverbot erteilt. Anschließend betätigte er sich führend bei der jüdischen Synagogengemeinde Breslau, zuletzt als Verwaltungsdirektor. Ab 1937 war er in Berlin als Dezernatsleiter  bei der Reichsvertretung der Deutschen Juden eingesetzt, wohin er berufen wurde.
Bei der Reichsvereinigung der Juden in Deutschland leitete er ab Juli 1939 die Abteilung Fürsorge, obwohl er für diese Tätigkeit nicht qualifiziert war bzw. über entsprechende Erfahrung verfügte. In dieser Funktion war er Vorgesetzter von Hannah Karminski (Bereich Allgemeine Fürsorge) und Walter Lustig (Gesundheitsfürsorge). Des Weiteren oblag ihm in Personalunion in der Abteilung Auswanderungsvorbereitung die Berufsausbildung und Berufsumschichtung.  Seine Frau Leonore Henriette war bei der Reichsvereinigung als Stenotypistin beschäftigt. Das Paar hatte eine Tochter (Marianne * 31. März 1931 in Breslau). Die Familie lebte mit Cohns Eltern in der Lietzenburger Straße 8, wo Inge Deutschkron als Haustochter bis April 1940 angestellt war.
Nach einer Ergänzungswahl rückte Cohn mit Billigung der NS-Aufsichtsbehörde im Februar 1940 in den Vorstand der Reichsvereinigung nach. Im Frühjahr 1942 wurde Cohn inhaftiert und in ein Konzentrationslager deportiert, „weil in einem Kinderheim Vorkriegsseife nicht ordnungsgemäß abgeliefert und verbucht wurde“.
Nach Meyer/Simon/Schütz verstarb Cohn im KZ Sachsenhausen. Mehrheitlich wird als Sterbeort jedoch das KZ Mauthausen angegeben. Laut Berthold Simonsohn beging Cohn im KZ Mauthausen Suizid. Seine Frau und Tochter wurden am 26. Juni 1942 mit dem 16. Osttransport deportiert und ebenfalls Opfer des Holocaust.